# Arco turco

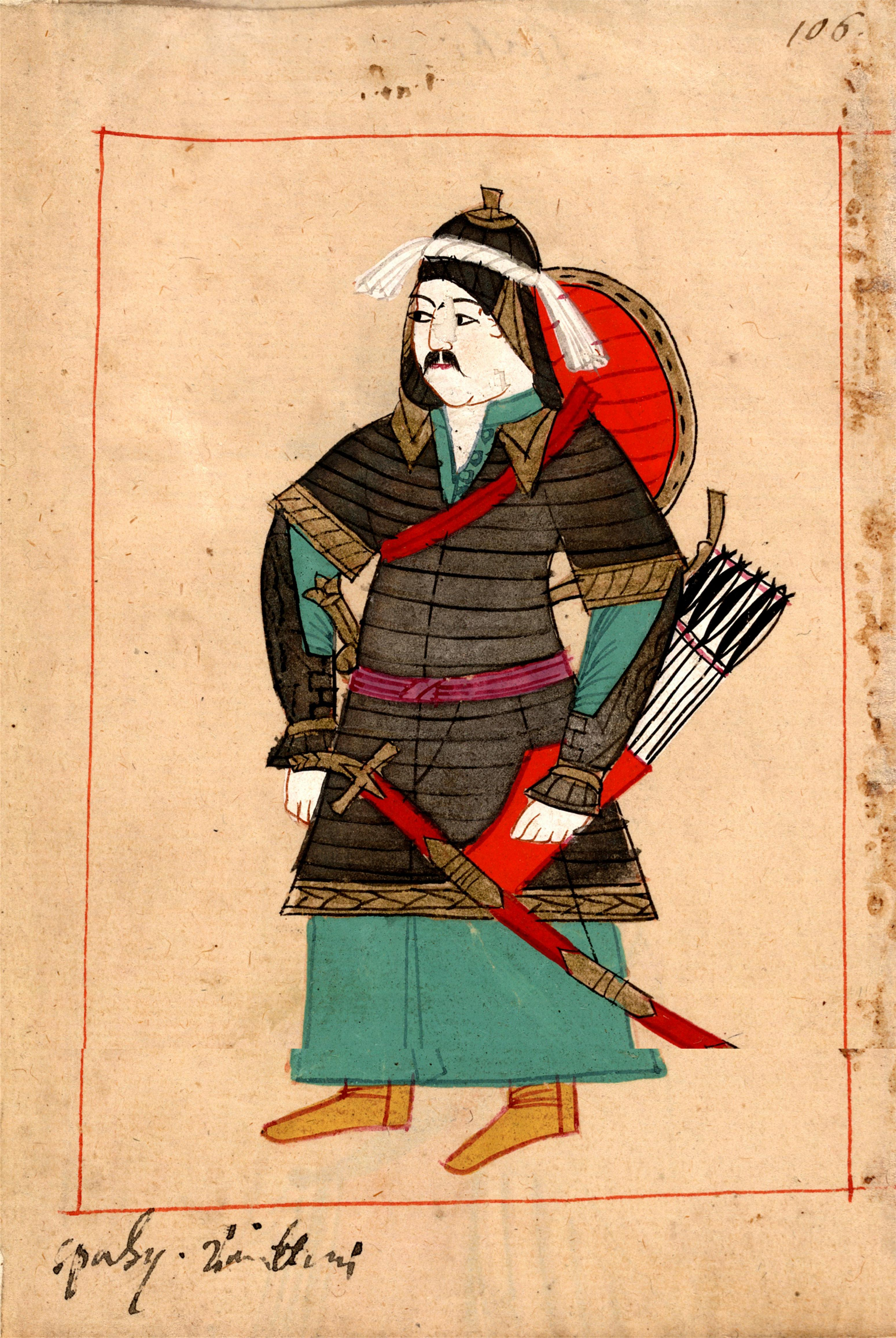
Cavaliere turco con corazza leggera, arco composito e kilij (scimitarra) - ill. del Libro di costumi Ralamb, XVII secolo.

L'Arco turco è la variante dell'arco composito orientale sviluppata dai Turchi ottomani, notevole per le decorazioni policrome impreziosite dall'oro.
La storia di quest'arma è particolarmente ben documentata perché, al principio del XIX secolo, quando l'arco aveva ormai perso la sua funzione bellica, il sultano ottomano Mahmud II, grande cultore della tradizione militare del suo popolo, commissionò ad uno studioso dedito alla materia, Mustafa Kani, la redazione di un volume sulla storia, la costruzione e l'uso dell'arco turco.
Dopo il declino del tiro con l'arco per scopi militari, i fabbricanti d'archi turchi hanno perfezionato il modello per scopi venatori, ottenendo quello che può ad oggi essere considerato il miglior arco da caccia tradizionale.

## Storia
Durante il regno di Mahmud II, l'arco turco, simbolo dell'antica potenza militare degli Ottomani, godette di un importante revival. Il sultano commissionò ad un cultore della materia, Mustafa Kani, la redazione di un volume sulla storia, la costruzione e l'uso dell'arco turco. Alla morte di Mahmud, nel 1839, l'arco turco ricominciò però la sua inarrestabile parabola discendente.

Negli Anni '30 morì l'ultimo grande fabbricante di archi turco, Neçmeddin Okyay, segnando la fine di questa tipologia di arma.